# Highland Park (Teksas)
Highland Park je gradić u američkoj saveznoj državi Teksas. Prema popisu stanovništva iz 2010. u njemu je živjelo 8.564 stanovnika.